# Мраково (Илијаш)
Мраково је насељено мјесто у Босни и Херцеговини, у општини Илијаш, које административно припада Федерацији Босне и Херцеговине. Према попису становништва из 2013. у насељу је живјело 2.666 становника.

## Становништво
| Националност       | 1991.        | 1981.        | 1971.        |
| Срби               | 881 (64,54%) | 393 (69,80%) | 471 (82,48%) |
| Муслимани          | 316 (23,15%) | 98 (17,40%)  | 93 (16,28%)  |
| Хрвати             | 107 (7,83%)  | 3 (0,53%)    | 7 (1,22%)    |
| Југословени        | 38 (2,78%)   | 61 (10,83%)  | 0            |
| остали и непознато | 23 (1,68%)   | 8 (1,42%)    | 0            |
| Укупно             | 1.365        | 563          | 571          |